# Pekka Vanninen

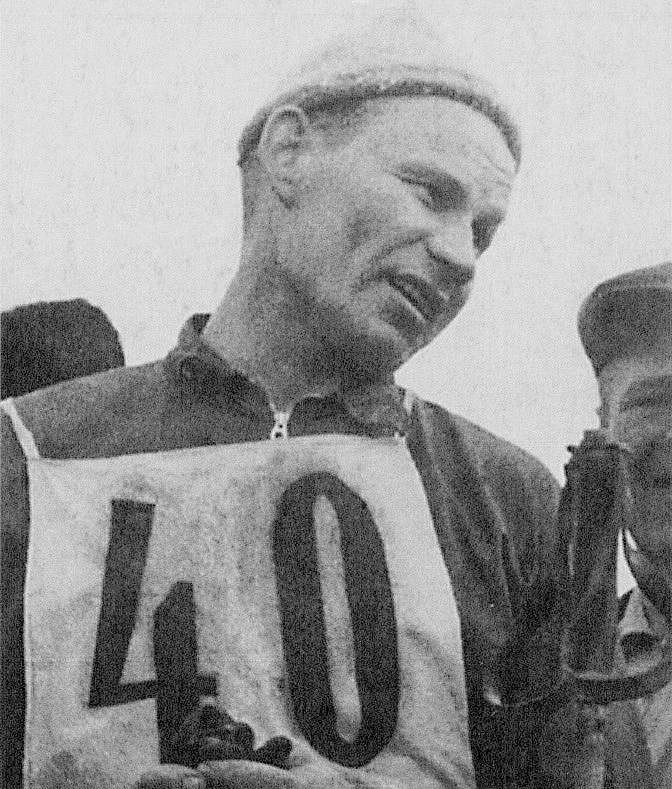
Pekka Vanninen in den 1940er Jahren

Pekka Vanninen (* 29. Januar 1911 in Rautalakhti; † 13. Februar 1970 in Jämsä) war ein finnischer Skilangläufer.
Vanninen errang im März 1938 beim Holmenkollen Skifestival den zweiten Platz über 50 km. Im Februar 1939 wurde er bei den nordischen Skiweltmeisterschaften 1939 in Zakopane Vierter über 50 km und siegte bei den Lahti Ski Games über 50 km. Im Jahr 1947 gewann er bei den Lahti Ski Games über 50 km und errang beim Holmenkollen Skifestival den achten Platz über 50 km. Bei den Olympischen Winterspielen 1948 in St. Moritz wurde er Vierter über 50 km und kam bei den Svenska Skidspelen auf den ersten Platz über 50 km und bei den Lahti Ski Games auf den zweiten Platz hinter seinem Bruder Benjamin Vanninen über 50 km. Diese Platzierung wiederholte er im folgenden Jahr. Bei den nordischen Skiweltmeisterschaften 1950 in Lake Placid lief er auf den sechsten Platz über 50 km. Bei finnischen Meisterschaften siegte er sechsmal über 50 km.